# İlhan Mansız
İlhan Mansız (* 10. srpen 1975; Kempten, Západní Německo) je bývalý turecký fotbalový útočník a reprezentant. Profesionální fotbalovou kariéru byl nucen ukončit na podzim 2006 kvůli vážnému zranění kolene. Poté se seznámil se slovenskou krasobruslařskou Oľgou Beständigovou, a díky ní se začal věnovat krasobruslení.

## Klubová kariéra
V sezóně 2001/02 se stal v dresu Beşiktaşe s 21 vstřelenými brankami nejlepším střelcem turecké nejvyšší fotbalové ligy (společně s Arifem Erdemem z Galatasaray SK).

## Reprezentační kariéra
V A-mužstvu Turecka debutoval 6. 10. 2001 v kvalifikačním utkání v Chișinău proti domácí reprezentaci Moldavska (výhra 3:0). Při svém debutu vstřelil gól.
Zúčastnil se Mistrovství světa 2002 v Japonsku a Jižní Koreji (zisk bronzové medaile).
Celkem odehrál v letech 2001–2003 v tureckém národním týmu 21 zápasů a vstřelil 7 branek. .
Zápasy İlhana Mansıze v A-mužstvu Turecka
| Turecko | Turecko | Turecko |
| Roky    | Záp.    | Góly    |
| ------- | ------- | ------- |
| 2001    | 2       | 1       |
| 2002    | 13      | 5       |
| 2003    | 6       | 1       |
| Celkem  | 21      | 7       |